# جک بوثوی
جک بوثوی (انگلیسی: Jack Boothway؛ ۴ فوریه ۱۹۱۹ – ۱۹۷۹ (۵۹−۶۰ سال)) بازیکن فوتبال اهل بریتانیا بود.
از باشگاه‌هایی که در آن بازی کرده‌است می‌توان به باشگاه فوتبال کرو آلکساندرا، باشگاه فوتبال منچستر سیتی، و باشگاه فوتبال ورکسام اشاره کرد.